# Lobaň
Letka (rusky Лобань) je řeka v Kirovské oblasti v Rusku. Je dlouhá 169 km. Povodí řeky je 2810 km².

## Průběh toku
Vzniká soutokem Bílé a Černé Lobaně. Teče na jihojihovýchod bažinatou nížinou. Ústí zprava do Kilmezi (povodí Vjatky).

## Vodní režim
Zdrojem vody jsou převážně sněhové srážky. Průměrný roční průtok vody ve vzdálenosti 56 km od ústí u vesnice Kazaň činí 14,3 m³/s a maximální 625 m³/s.

## Využití
Je splavná pro vodáky.